# Metafroneta minima
Metafroneta minima là một loài nhện trong họ Linyphiidae.
Loài này thuộc chi Metafroneta. Metafroneta minima được A. David Blest miêu tả năm 1979.